# Devonosteus
Devonosteus — вимерлий рід доісторичних морських лопатеперих риб, відомий з пізнього девону. Він містить один вид, D. proteus з пізнього франського періоду Вільдунгена, Німеччина. Іноді її вважали належною до родини Holodontidae, але це залишається невизначеним, оскільки оригінальний зразок може бути втрачений. Крім того, це може бути тристіхоптерид, тип базального тетраподоморфа.